# Академічний легіон
Академічний легіон — збройні студентські формування, що брали участь у революції 1848−1849 років в Австрії.
Легіон створений в  одразу після початку повстання 13 березня 1848 року у столиці Австрійської імперії Відні, а пізніше і у Львові. «Академічний легіон» у Відні нараховував близько 4 тисяч чололовік, а у Львові — до 900 чололовік. Входив до складу львівської національної гвардії (воєнізованого формування жителів міста). На початку листопада 1848 року брав участь у кровопролитних вуличних боях проти урядових військ. Після придушення Львівського повстання 1848 року був розпущений, а частина учасників репресована.